# Валтер фон дер Фогелвайде (награда)
Културната награда „Валтер фон дер Фогелвайде“ (на немски: Walther-von-der-Vogelweide-Preis) е учредена през 1960 г. в Мюнхен, Бавария, за да стимулира връзките с други немскоезични пространства.
Присъжда се като „признание за научни и творчески постижения“, свързани с Южен Тирол, Италия.
Името на наградата дава средновековният поет Валтер фон дер Фогелвайде.
Културният институт на Южен Тирол в Болцано предлага възможните кандидати за наградата и организира празненство при нейното присъждане.
От 1968 г. наред с основната награда е учредена поощрителна награда за млади таланти.

## Носители на наградата (подбор)
- Карл Платнер (1979)
- Франц Тумлер (1985)
- Хуберт Штупнер (1994)
- Йозеф Гелми (1996)
- Егон Кюебахер (1998)
- Йозеф Цодерер (2005)